# President van Turkije
De president van Turkije is het staatshoofd van de Republiek Turkije. De president is ook het hoofd van de uitvoerende macht en opperbevelhebber van het militaire apparaat. Mustafa Kemal Atatürk, die diende van 1923 tot 1938, was de eerste president. De huidige president is Recep Tayyip Erdoğan, die op 28 augustus 2014 geïnaugureerd werd als de 12e president van Turkije.
De woon- en werkplaats van de president is het Presidentieel Complex in de stad Ankara.
Tussen 1950 en 2017 was het presidentschap deels een ceremonieel ambt. Na het referendum van 2017 heeft de president zowel ceremoniële als uitvoerende status. Sinds het referendum van 2007 wordt de president rechtstreeks door het volk gekozen.

## Rol van de president

### Grondwettelijke macht van de president
De grondwet van Turkije kent aan de president een aantal machten toe, in Artikel 104:
- De president is het staatshoofd. De uitvoerende macht berust bij de president.
- De president, in zijn of haar hoedanigheid van staatshoofd, vertegenwoordigt Turkije en de eenheid van de Turkse natie; de president zorgt voor de uitvoering van de grondwet en voor een ordelijk en harmonieus functioneren van de staatsorganen.
- De president vertegenwoordigt de Turkse strijdkrachten en beslist over het gebruik ervan.
- De president zal het parlement informeren over het binnenlandse en buitenlandse beleid van het land.
- De president zal wetten uitvaardigen.
- De president kan wetten terugsturen naar het parlement voor heroverweging.
- De president gaat in beroep bij het Constitutioneel Hof voor nietigverklaring van wetten en het reglement van orde van het parlement op grond van het feit dat ze ongrondwettelijk van vorm of inhoud zijn.
- De president benoemt de ministers.
- De president benoemt de hoge publieke leidinggevenden en regelt de procedure en beginselen voor de benoeming daarvan bij presidentieel besluit.
- De president zal vertegenwoordigers van buitenlandse staten accrediteren.
- De president zal internationale verdragen ratificeren en uitvaardigen.
- De president zal wetten over grondwetswijziging aan het volk via een referendum voorleggen, indien hij of zij dit noodzakelijk acht.
- De president stelt het nationale veiligheidsbeleid vast en neemt de nodige maatregelen.
- De president kan opgelegde straffen aan personen kwijtschelden op basis van chronische ziekte, handicap of ouderdom.
- De president kan presidentiële decreten uitvaardigen met betrekking tot zaken betreffende de uitvoerende macht. Echter kunnen de presidentiële decreten niet uitgevaardigd worden over zaken als de grondrechten, individuele rechten en plichten die opgenomen zijn in het eerste, tweede en vierde hoofdstuk van het tweede deel van de Grondwet. Er wordt geen presidentieel decreet uitgevaardigd over zaken die volgens de Grondwet uitsluitend bij wet geregeld zijn. In geval van discrepantie tussen bepalingen van de presidentiële besluiten en de wetten, prevaleren de bepalingen van de wetten. Een presidentieel decreet wordt nietig verklaard als het parlement een wet over dezelfde kwestie vaststelt.

### Waarnemend president
In het geval van een tijdelijke afwezigheid van de president op grond van ziekte, reizen in het buitenland of soortgelijke omstandigheden, fungeert de voorzitter van het vice-president als waarnemend president en oefent de bevoegdheden van de president uit, totdat de president opnieuw beschikbaar is voor zijn functies. In het geval waarbij het presidentschap onbezet is, door overlijden of ontslag, vervult de parlementsvoorzitter deze functie tot de verkiezing van een nieuwe president.

## Verkiezing
Sinds het referendum in 2007 is het kiessysteem voor presidenten ingrijpend veranderd. De president Turkije wordt rechtstreeks door het volk gekozen. De grondwet van Turkije staat elke politieke partij met een parlementaire fractie (die ten minste 5% van de stemmen hebben behaald bij de laatste parlementsverkiezingen) toe een presidentskandidaat te benoemen. Ook is het mogelijk een kandidaat te benoemen die meer dan honderdduizend handtekeningen heeft weten te verzamelen.
De presidentsverkiezingen worden tegelijkertijd gehouden met de parlementsverkiezingen. Bij de presidentsverkiezingen wordt de kandidaat die de absolute meerderheid van de geldige stemmen heeft kregen benoemd tot president. Indien bij de eerste stemronde geen absolute meerderheid wordt verkregen, wordt er een tweede stemming gehouden. Hierbij doen alleen de twee kandidaten mee die bij de eerste ronde de meeste stemmen hebben behaald. Als een van die twee kandidaten om welke reden dan ook niet meer in staat is om aan de tweede ronde deel te nemen, dan wordt de tweede stemronde uitgevoerd door de lege plek te vervangen door een kandidaat van de eerste ronde in overeenstemming met de rangorde in de eerste stemming. Mocht er slechts één kandidaat overblijven voor de tweede stemronde, dan wordt deze stemming gehouden als een soort referendum. De kandidaat moet dan de goedkeuring krijgen van de meerderheid van het volk. Als een dergelijke kandidaat de meerderheid van de stemmen niet weet te behalen, worden alleen de presidentsverkiezing hernieuwd. Zolang de presidentsverkiezingen niet zijn voltooid, loopt de ambtstermijn van de zittende president door totdat de nieuwe president het ambt bekleedt.

### Voorwaarden voor kandidaatstelling
Om de president van Turkije te worden moet de kandidaat aan de volgende eisen voldoen:
- Het hoger onderwijs hebben voltooid,
- Ten minste veertig jaar zijn,
- Lid zijn van het parlement of een burger van Turkije die geschikt is als afgevaardigde.

### Oud kiesstelsel
De president werd vroeger gekozen door het Turkse parlement. Dit systeem zorgde ervoor dat de presidentsverkiezingen moeizaam verliepen, onder andere door een quorum van 367 parlementsleden (66,7%) dat vereist werd. Na een boycot van de oppositiepartijen bij de verkiezingen van Abdullah Gül in 2007 werd het quorum net niet gehaald. Dit leidde tot de ontbinding van de regering en werden er nieuwe verkiezingen uitgeschreven. Dit was voor de regeringspartij een aanleiding om het systeem te veranderen. Via een referendum in 2007 wordt de president tegenwoordig rechtstreeks gekozen door het volk. Bijna zeventig procent van het volk stemde voor die constitutionele veranderingen.

## Ambtstermijn

De presidentiële vlag van Turkije. De 16 sterren symboliseren de 16 Turkse staten in de geschiedenis.

Oorspronkelijk was de ambtstermijn van de president zeven jaar. Sinds een referendum hierover in 2007 is de ambtstermijn ingekort tot vijf jaar, dezelfde als de maximale zittingsduur van het parlement. De president mag zich één keer herkiesbaar opstellen.
Als het presidentschap vacant wordt, moeten er binnen 45 dagen nieuwe presidentsverkiezingen worden gehouden. Als blijkt dat binnen een jaar ook de parlementsverkiezingen plaats moeten vinden, dan zullen die verkiezingen vervroegd worden naar dezelfde dag als de vroege presidentsverkiezingen. Als blijkt dat de parlementsverkiezingen meer dan een jaar later plaatsvinden, dan dient de nieuw verkozen president tot het einde van de parlementaire zittingsperiode. Vervolgens worden er zowel presidentiële als parlementsverkiezingen gehouden. Dit telt niet mee voor de limiet van de president voor twee termijnen.
Bij de aanvang van het presidentschap neemt de president de volgende eed af voor het parlement:
"In mijn hoedanigheid als president van de Republiek zweer ik op mijn eer en goede naam voor de grote Turkse natie en voor de geschiedenis van de bescherming van het bestaan en de onafhankelijkheid van de staat, de ondeelbare integriteit van land en volk, en de soevereiniteit van de natie zonder beperking of voorwaarde; zich te houden aan de grondwet, de rechtsstaat, democratie, de principes en de hervormingen van Atatürk, en het principe van een seculiere republiek, niet af te wijken van het ideaal dat allen genieten van de mensenrechten en fundamentele vrijheden in vrede, voorspoed en in een geest van nationale solidariteit en rechtvaardigheid; de glorie en de eer van de Republiek Turkije te behouden en versterken en zonder vooringenomenheid de functies te vervullen die ik heb aangenomen."

## Verantwoording en aansprakelijkheid
Vroeger kon de president alleen ter verantwoording geroepen worden wegens hoogverraad. Na het referendum van 2017 kon de president ook ter verantwoording geroepen worden voor andere beschuldigingen. Volgens de grondwetswijzigingen van 2017, kan het parlement een onderzoek instellen naar de president, de vicepresident en de leden van het kabinet op een voorstel van de meerderheid van de parlementariërs. Een onderzoek wordt dan uitgevoerd door een commissie van vijftien leden uit het parlement, elk benoemd door de partijen in verhouding tot hun vertegenwoordiging in het parlement. De commissie moet de resultaten van het onderzoek binnen twee maanden aan de parlementsvoorzitter overhandigen. Als het onderzoek niet binnen deze periode is voltooid, kan de tijd van de commissie nog met een maand worden verlengd. Binnen tien dagen na indiening van het rapport bij de parlementsvoorzitter moet het rapport onder alle leden van het parlement worden verspreid en tien dagen na de verspreiding ervan moet het verslag in het parlement besproken worden. Na goedkeuring van een twee derde van het parlement bij een anonieme stemming, kan de persoon of personen, over wie het onderzoek werd uitgevoerd, berecht worden voor het Constitutioneel Hof. De berechting hoort binnen drie maanden afgerond te worden. Hierbij is het mogelijk dat een eenmalige extra periode van drie maanden toegekend worden voor de berechting.
De president over wie een onderzoek is ingesteld, kan geen nieuwe verkiezingen aanvragen. De president in kwestie wordt uit zijn ambt ontheven.
De bepaling van dit artikel is ook van toepassing op de strafbare feiten waarvoor de president naar verluidt tijdens zijn ambtstermijn heeft gewerkt.

### Voor de grondwetswijziging van 2017
Vóór het referendum van 2017 was de president niet verantwoordelijk voor zijn acties en bevelen, behalve voor afzetting wegens hoogverraad. Alle presidentiële decreten, met uitzondering van die decreten waarbij de president bevoegd was om zelfstandig te opereren, moesten worden ondertekend door de premier en de betrokken minister, in overeenstemming met de bepalingen van de grondwet. De premier en de ministers waren verantwoordelijk voor deze decreten. Tegen de decreten en bevelen die de president op eigen initiatief had ondertekend, kon geen beroep worden gedaan bij een gerechtelijke autoriteit zoals het Turkse Constitutionele Hof. De enige verantwoordingsplicht die de president had, was een afzettingsprocedure wegens hoogverraad op initiatief van ten minste een derde van het aantal leden van het parlement, waarbij ten minste driekwart van de parlementariërs het besluit ondersteunde.

## Residentie
De officiële residentie van de president is het Presidentieel Complex in Ankara. Voor het jaar 2014 verbleven de presidenten in het paleis Çankaya Köşkü.